# Manzoni (Roms tunnelbana)
Manzoni är en station på Roms tunnelbanas Linea A. Stationen är uppkallad efter den italienske författaren Alessandro Manzoni och är belägen vid Viale Manzoni i Rione Esquilino. Stationen togs i bruk den 16 februari 1980.
Stationen Manzoni har:
- Biljettautomater
- WC

## Kollektivtrafik
- Spårvagnshållplats – Manzoni, Roms spårväg, linje 3
- Busshållplats för ATAC

## Omgivningar
- Piazza Dante
- Viale Manzoni
- Ospedale San Giovanni
- Museo Storico della Liberazione di Via Tasso
- Dipartimento di Informatica e Sistemistica, Università "La Sapienza"